# Cornești, Cetatea Albă
Cornești (în ucraineană Карналіївка, transliterat: Karnaliivka) este un sat în comuna Cazaci din raionul Cetatea Albă, regiunea Odesa, Ucraina.

## Demografie
Componența lingvistică a comunei Cornești
     Ucraineană (87,18%)
     Rusă (5,92%)
     Română (1,73%)
     Alte limbi (0,99%)
Conform recensământului din 2001, majoritatea populației comunei Cornești era vorbitoare de ucraineană (87,18%), existând în minoritate și vorbitori de rusă (5,92%), găgăuză (4,19%) și română (1,73%).